# Gobierno del Tercer Dáil
El Gobierno del Tercer Dáil fue elegido en Irlanda el 16 de junio de 1922 y duró 437 días.

## Segundo gobierno provisional
El Segundo gobierno provisional (30 de agosto de 1922 - 6 de diciembre de 1922) fue formado por la facción del Sinn Féin que estaba a favor del Tratado Anglo-Irlandés. Vino al poder luego de las elecciones del Tercer Dáil en junio de 1922. El gabinete llegó a su fin cuando fue sustituido por un nuevo gabinete, el Primer Consejo Ejecutivo del Estado Libre Irlandés.
Esta formación puso fin al anómalo sistema de administración dual que existíe desde enero de 1922, el cual tenía un gobierno con dos gabinetes simultáneamente, el Cuarto Gabinete bajo Arthur Griffith, y el Primer gobierno provisional bajo Michael Collins. Seguido a la muerte de Collins y Griffith en agosto de 1922, W. T. Cosgrave decidió fusionar las dos administraciones con él mismo al frente de ambas. El nuevo gabinete fue por consiguiente el segundo gobierno provisional y el Quinto Gabinete, mientras Cosgrave fue tanto Presidente del gobierono provisional de Irlanda del Sur como Presidente de la República. Ambos gabinetes fueron al fin, formalmente abolidos cuando la nueva Constitución del Estado Libre Irlandés entró en vigor en diciembre.
| Oficina                                                 | Nombre             | Nombre |
| ------------------------------------------------------- | ------------------ | ------ |
| Presidente del gobierno provisional                     | W.T. Cosgrave      |        |
| Ministro de Agricultura                                 | Patrick Hogan      |        |
| Ministro de Defensa                                     | Richard Mulcahy    |        |
| Ministro de Educación                                   | Eoin MacNeill      |        |
| Ministro de Asuntos Exteriores                          | Desmond FitzGerald |        |
| Ministro de Hacienda                                    | W.T. Cosgrave      |        |
| Ministro de Asuntos Internos                            | Kevin O'Higgins    |        |
| Ministro de Industria y Comercio                        | Joseph McGrath     |        |
| Ministro de Medio Ambiente, Patrimonio y Gobierno Local | Ernest Blythe      |        |
| Ministro de Puestos y Telégrafos                        | James J. Walsh     |        |
| Ministro sin cartera                                    | Finian Lynch       |        |
| Ministro sin cartera                                    | Eamonn Duggan      |        |

## Primer Consejo Ejecutivo del Estado Libre Irlandés
El Primer Consejo Ejecutivo que tuvo el Estado Libre Irlandés funcionó entre el 6 de diciembre de 1922 y el 19 de septiembre de 1923. Estuvo formado por una facción del Sinn Féin que apoyaba el Tratado Anglo-Irlandés, que más tarde se convirtió en el Partido Cumann na nGaedhael. La Constitución del Estado Libre Irlandés entró en vigor en diciembre de 1922 y bajo sus términos el Segundo gobierno provisional fue reemplazado por el Consejo Ejecutivo. 
Sin embargo, las elecciones para el Cuarto Dáil no se celebraron hasta agosto de 1923 y or lo tanto los miembros del Primer Consejo Ejecutivo eran casi los mismos del Segundo gobierno provisional que lo precedió. El Primer Consejo Ejecutivo fue reemplazado por el Segundo Consejo Ejecutivo poco después de las elecciones generales de 1923.
| Oficina                                                  | Nombre             | Nombre |
| -------------------------------------------------------- | ------------------ | ------ |
| Presidente del Consejo Ejecutivo                         | W.T. Cosgrave      |        |
| Vicepresidente del Consejo Ejecutivo                     | Kevin O'Higgins    |        |
| Ministro de Defensa                                      | Richard Mulcahy    |        |
| Ministro de Educación                                    | Eoin MacNeill      |        |
| Ministro de Asuntos Exteriores                           | Desmond FitzGerald |        |
| Ministro de Hacienda                                     | W.T. Cosgrave      |        |
| Ministro de Justicia, Igualdad y Reforma Legal           | Kevin O'Higgins    |        |
| Ministro de Industria y Comercio                         | Joseph McGrath     |        |
| Ministro de Medio Ambiente, Patrimonio y Gobierno Local  | Ernest Blythe      |        |
| Ministros no miembros del Consejo Ejecutivo              |                    |        |
| Oficina                                                  | Nombre             | Nombre |
| Ministro de Agricultura y Tierras                        | Patrick Hogan      |        |
| Ministro de Comunicaciones, Energía y Recursos Naturales | Finian Lynch       |        |
| Ministro de Puestos y Telégrafos                         | James J. Walsh     |        |